# 가네야마촌 (후쿠시마현)
가네야마촌(金山村)은 후쿠시마현 니시시라카와군에 일찍이 존재했던 촌이다.

## 지리
현재의 시라카와시의 남부, 구 오모테고촌의 북부에 위치한다.

## 역사
- 1889년 4월 1일 - 정촌제 시행에 의해 가네야마촌, 야나모리촌, 다카기촌, 미모리촌, 시모하바라촌이 합병해 니시시라카와군 가네야마촌이 성립하였다.
- 1955년 2월 1일 - 고세키촌, 야시로촌과 합병해 오모테고촌이 성립하여, 동일 가네야마촌이 폐지되었다.

## 인구
- 1891년 1,700
- 1920년 2,556
- 1947년 4,238

## 교통

### 철도
- 교통통신부(1944년 12월 11일 이후 휴업중)